# Giovanni I (vescovo di Caserta)
Giovanni (... – dopo il 1164) è stato un vescovo cattolico italiano di Caserta, storicamente documentato dal 1153 al 1164.

## Date del vescovado
Si ritiene che Giovanni sia succeduto a Nicola come vescovo di Caserta. Ignote però sono le date di fine episcopato di Nicola e dell'inizio di quello di Giovanni. Diversi autori pongono come data quella del 1137, ma si tratta di una mera supposizione non suffragata da documenti storici.
Storicamente Giovanni è documentato in tre occasioni, dal 1153 al 1164.

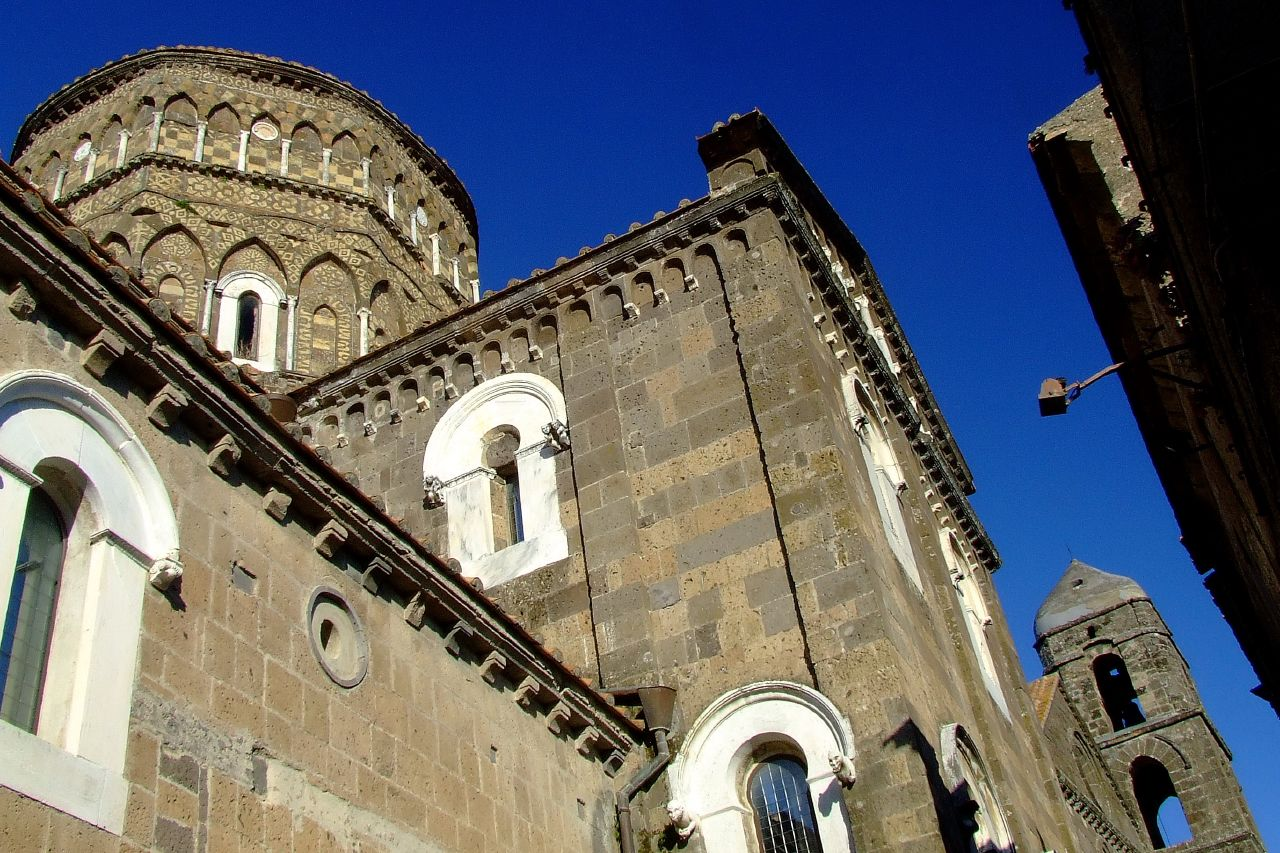
La cattedrale di San Michele Arcangelo completata e consacrata da Giovanni

## Il compimento della cattedrale
La Cattedrale di San Michele Arcangelo venne compiuta sotto Giovanni nel 1153, e probabilmente fu questo vescovo a consacrarla alla prima domenica di luglio del 1153.
Leggiamo sull'architrave maggiore la seguente epigrafe:
In minuscolo le lettere aggiunte per comprendere meglio l'iscrizione.
Traducibile come: "L'anno 1153 del Verbo incarnato sono stati innalzati i sette muri di marmo e io Giovanni, meno architetto che vescovo".
L'ultima linea è molto discussa soprattutto nel passato. Laudando nella sua cronologia dei vescovi la interpreta come:
Giuseppe Daniele nel 1873 nel suo opuscolo sul duomo di Casertavecchia credeva che il MEQUE si riferisse a Giovanni che veniva considerato quale direttore dei lavori e si confondeva ERUGI come nome proprio in genitivo di un fatidico vescovo Erugus.
Commette errore anche Ughelli che unisce Quamquam con assessore e aggiunge al nome Joanne un presunto cognome "quamquassor".
Addirittura c'è chi ha voluto tradurre "FRUGI" al posto di "ERUGI" e leggere: "...io (cattedrale) meno importante di Giovanni in quanto vescovo".

## Altri documenti
Nel 1158 Giovanni concesse all'abate Marino della SS.Trinità di Cava le chiese di S.Maria e di S.Marciano a Cervino, quasi cadenti. Il diploma si conserva nell'abbazia di Cava e venne redatto nella chiesa di San Giorgio di Nola alla presenza di Roberto, vescovo di Nola, con la firma di capitolari, sacerdoti, diaconi e suddiaconi di Caserta.
In questo documento è interessante notare che il vescovo di Caserta impose l'obbligo di riconoscere che le chiese erano state ricevute "a Casertana seu a Calatina Ecclesia", di restaurarle e di pagare al vescovo di Caserta ogni anno nel giorno dell'Assunzione "tarenos decem monetae Amalphiae".
Nel 1164 consacrava la chiesa di San Salvatore delle monache benedettine a Capua, rinnovata dalla badessa Luisizza, su richiesta di Alfano di Camerota, arcivescovo di Capua.

## Il clero casertano dal documento del 1158
Interessante notare, nel documento del 1158 firmato da Giovanni che il clero che lo accompagnava era così formato:
- Jacobus archipresbyter
- Gregorius primicerius
- Riccardus bibliothecarius
- Johannes bon presbyter
- Rainulfus presbyter
- Guido sacerdos
- Alexander diaconus
- Alpidius diaconus
- Riccardus subdiaconus
- Pellegrinus subdiaconus
- Johannes benedicti clericus
- Magister Johannes

Si noti come esistesse un capitolo cattedrale (lo testimonia la presenza del primicerio) e quella di una scuola (per la presenza del "magister").

## Data di morte
La data di morte è sconosciuta; sappiamo solo che il vescovo Giovanni era vivo nel 1164. Alcuni storici fanno finire il suo episcopato a questa data; ma anche in questo caso si tratta di una supposizione non suffragata da prove storiche..